# Eratosthenes (Mondkrater)

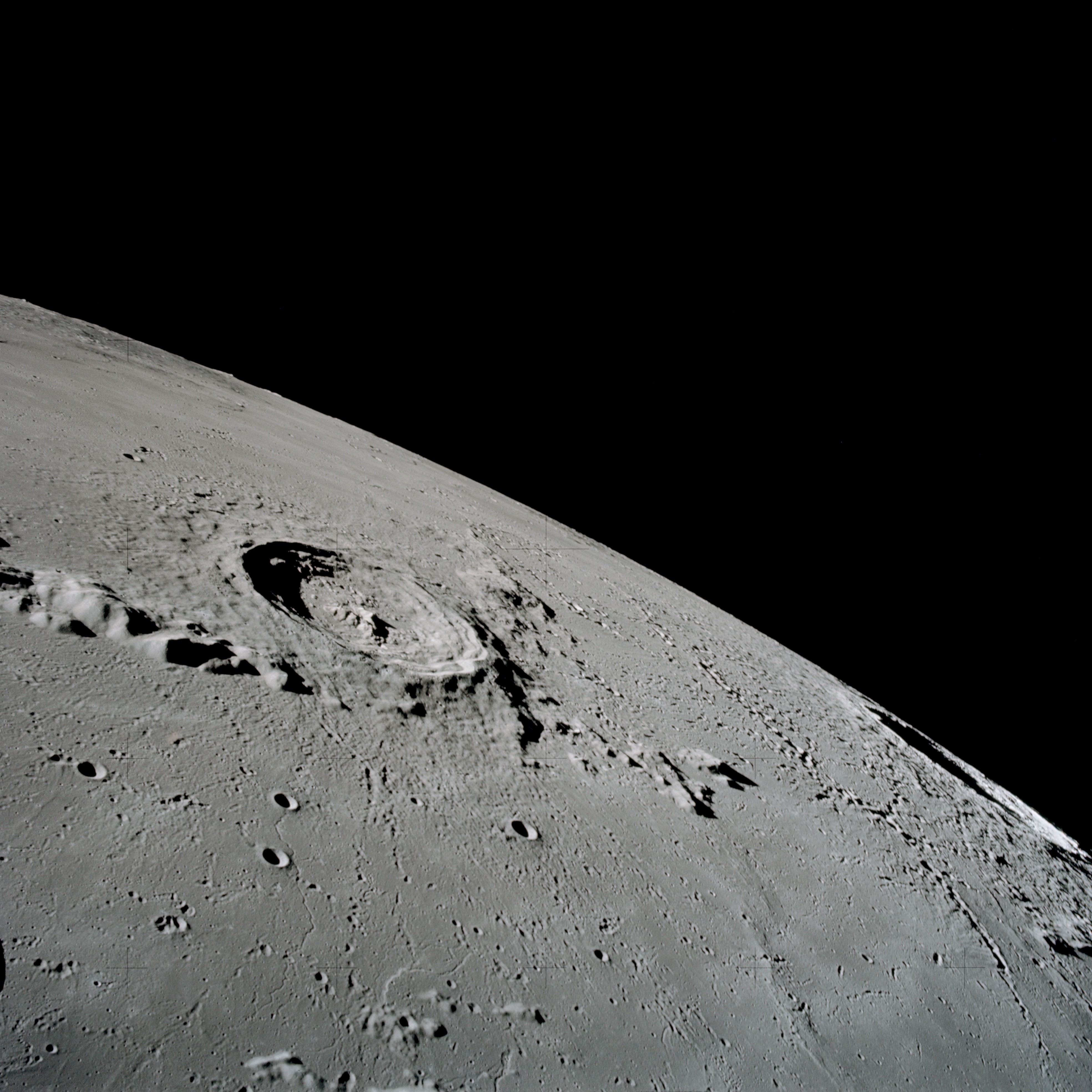
Aufnahme von Apollo 17. Norden ist oben.

Eratosthenes  ist ein großer, sehr tiefer Mondkrater etwas nordwestlich der sichtbaren Mondmitte. Er liegt am Übergang zwischen den Basaltbecken von Mare Imbrium und Sinus Aestuum und markiert das Westende des Apenninen-Gebirges.
In der Lunaren Zeitskala wurde die längste und stabilste Epoche – die eratosthenische Periode – nach diesem Krater benannt. Sie begann mit seinem Einschlag vor 3,15 Milliarden Jahren und endete vor 1,0 Mrd. Jahren.
Eratosthenes hat scharf definierte, ringförmige Kraterwälle, deren steile Innenseite terrassenartig gegliedert ist. Der Kraterboden ist uneben und weist drei Zentralberge auf. Bei Vollmond sind einige Strahlen des nahegelegenen, wesentlich  jüngeren Ringgebirges Kopernikus zu sehen.
Der Name des Mondkrater erinnert an den historischen griechischen Wissenschaftler Eratosthenes.
| Buchstabe | Position           | Durchmesser | Link |
| --------- | ------------------ | ----------- | ---- |
| A         | 18,32° N, 8,34° W  | 6 km        |      |
| B         | 18,69° N, 8,71° W  | 5 km        |      |
| C         | 16,88° N, 12,4° W  | 5 km        |      |
| D         | 17,43° N, 10,91° W | 4 km        |      |
| E         | 17,92° N, 10,9° W  | 4 km        |      |
| F         | 17,68° N, 9,91° W  | 4 km        |      |
| H         | 13,31° N, 12,26° W | 3 km        |      |
| K         | 12,83° N, 9,27° W  | 4 km        |      |
| M         | 14,01° N, 13,6° W  | 4 km        |      |
| Z         | 13,73° N, 14,11° W | 2 km        |      |